# Fishley
Fishley – wieś w Anglii, w hrabstwie Norfolk, w dystrykcie Broadland. Leży 17 km na wschód od Norwich i 171 km na północny wschód od Londynu.